# フィン・ロンネ
フィン・ロンネ（Finn Ronne, 1899年12月20日 - 1980年1月12日）は、ノルウェー出身のアメリカ合衆国の探検家である。

## 来歴
フィン・ロンネは、1899年にノルウェーのヴェストフォル県ホルテンで生まれ、ホルテン・テクニカルカレッジで工学の教育を受けた。父のマルティン・ロンネ（1861年 - 1932年）は極地探検家であり、ロアール・アムンセンの南極点遠征隊の一員であった。
1923年にロンネはアメリカ合衆国へ移住し、1929年には市民権を取得した。ウェスティングハウス・エレクトリック社で数年間働いた後、リチャード・バードの南極点への遠征隊に二度にわたり参加した。1939年にはリチャード・バードの副官として1,000マイルにおよぶ新しい海岸線の発見に貢献している。
アメリカ海軍に数年間勤務し大佐の階級を得た後、ロンネは1940年代にアメリカ地理学協会の支援を得て南極大陸へと戻った。1946年から1948年にかけて組織されたロンネ南極調査探検隊では、ウェッデル海の海岸線の調査と地図の作成を行い、多くの極地における観測記録をもたらした。ロンネはスキーと犬ぞりで3,600マイルの距離を踏破したが、これは歴史上の他のどの探検家よりも長い距離である。また、妻のジャッキー・ロンネが「北米新聞連盟の歴史学者および特派員」として探検隊に同行した。彼女と探検隊の主任パイロットの妻であったジェニー・ダーリントンが、南極大陸で初めて越冬した女性となった。
1950年代、アメリカ海軍は南極の地図の作成を完了し、科学研究のための施設を設立することを目的として、ディープ・フリーズ作戦を立案した。ロンネはエルズワース基地におけるアメリカの科学および軍事上の責任者となった。彼は生涯の間、南極に関するいくつかの本と南極研究に関する多くの科学論文を書き、兵役、地理的探求および科学的進歩を賞する三つのメダルと数々の軍事的栄誉を与えられた。ノルウェー国王からは聖オーラヴメダルを授与されている。
ロンネは1980年にメリーランド州ベセスダで亡くなり、アーリントン国立墓地のセクション2に埋葬された。フィン・ロンネ記念賞はエクスプローラーズ・クラブによって、探検家フィン・ロンネの精神を最もよく体現している、極地研究の功績が認められた個人に授与されている。

## 著作
- Antarctic Conquest（1949年）- L・スプレイグ・ディ・キャンプ（クレジットなし）との共著
- Antarctic Command（1958年）
- Ronne Expedition to Antarctica（1970年）
- Antarctica, My Destiny（1979年）